# Дидии
Ди́дии (лат. Didii) — древнеримский плебейский род.
Из рода известны:
- Тит Дидий — народный трибун, издавший в 144 году до н. э. закон против роскоши[1]
- Тит Дидий — консул 98 года до н. э.
- Гай Дидий — легат Гая Юлия Цезаря во время гражданской войны
- Авл Дидий Галл — римский политик, губернатор Британии с 52 по 57 год
- Авл Дидий Галл Фабриций Вейентон — римский политик
- Марк Дидий Сальвий Юлиан Север — римский император в 193 году
- Квинт Дидий — наместник римской провинции Сирия в 31—29 до н.э.